# Antoni Dobrzeniewski
Antoni Dobrzeniewski (Dobrzeniecki) (ur. 23 października 1731 w Płocku, zm. 7 sierpnia 1784 we Włodawie) – paulin (imię zakonne Marceli), malarz, autor i konserwator dekoracji ściennych i obrazów w kościołach paulińskich, m.in. na Jasnej Górze i w kościele oo. Paulinów we Włodawie.
Syn Aleksandra i Marianny, brat Wojciecha Dobrzeniewskiego, również paulina i malarza. Malarstwa uczył się w pracowni Szymona Czechowicza w Warszawie do połowy września 1757 r. W połowie listopada 1757 wstąpił do klasztoru paulinów na Jasnej Górze w Częstochowie w charakterze brata konwersa. Profesję złożył 16 stycznia 1760 w konwencie Św. Barbary w Częstochowie.
Malował obrazy olejne do ołtarzy w kościołach paulińskich i do cel zakonnych, m.in. Ecce Homo (1766), Mater Dolorosa – w kościele podominikańskim w Sieradzu, Opat Michał Kosmowski oddający alumnów pod opiekę MB Częstochowskiej (ołtarz kaplicy alumnatu w Trzemesznie), Siedmiu archaniołów (kaplica Jabłonowskich na Jasnej Górze). Odnowił obraz Matki Boskiej w kościele oo. Paulinów Na Skałce w Krakowie.
W 1759 wraz z malarzem Tarczałowicem wymalował refektarz nowicjacki na Jasnej Górze. W 1765 wykonał polichromię w kościele oo. Paulinów i w kaplicy Chrystusa Nazarejskiego w Łęczeszycach w powiecie grójeckim. W tamtejszym kościele wymalował wizerunki różnych świętych na tle iluzjonistycznej architektury, w kaplicy – Pokłon trzech króli, Chrystus niosący krzyż, Anioł podający kielich, Chrystus zdjęty z krzyża.
W 1766 przez rok doskonalił się w zakresie malarstwa ściennego pod kierunkiem Stanisława Stroińskiego we Lwowie.
Po powrocie wykonywał liczne prace malarskie na Jasnej Górze. W 1774 wraz z bratem Wojciechem (imię zakonne Jeremiasz) wykonał malowidła w kaplicy Jezusa Nazareńskiego. Wspólnie też przemalowali XVII-wieczne obrazy serii historii Jasnej Góry w sali Rycerskiej. W 1774 namalował portret króla Stanisława Augusta do pokoju generała zakonu. W 1780 w konwencie Św. Barbary w Częstochowie restaurował obraz Święci Paweł i Antoni wiszący nad wejściem do biblioteki, na sklepieniu tej biblioteki wykonał fresk Chrystus wśród doktorów Kościoła. W latach 1782–1783 odnawiał wraz z bratem fragmenty polichromii Karola Dankwarta w refektarzu. W 1782 wspólnie z bratem restaurował sklepienie kaplicy Matki Boskiej Częstochowskiej. Na Jasnej Górze wykonał też dekoracje ścienne m.in. w kaplicy św. Józefa, w przedsionku kaplicy Różańcowej (Zwiastowanie, Nawiedzenie, Wniebowzięcie i Zaśnięcie NMP), w korytarzu przy refektarzu oraz w kaplicy Denhoffów.
Ostatnią pracą jest dekoracja malarska kościoła Paulinów we Włodawie w 1784, gdzie jego autorstwa jest m.in. Gloryfikacja św. Ludwika na sklepieniu prezbiterium. W trakcie prac malarskich we Włodawie zmarł i został pochowany w podziemiach tamtejszego kościoła. Dzieło kontynuował i ukończył Gabriel Sławiński z pewną pomocą Wojciecha Dobrzeniewskiego.